# Гарбузов, Сергей Николаевич
Сергей Николаевич Гарбузов (род. 13 января 1974, Москва, СССР) — советский и российский ватерполист. Экс-капитан сборной России по водному поло. Награжден орденом Дружбы (2001), медалью ордена «За заслуги перед Отечеством» II степени (2005).

## Биография
Сергей Гарбузов родился в 1974 году в Москве. В 1992 году вместе со своей школой выиграл Чемпионат России по водному поло. После, тренер и ватерполист Александр Кабанов пригласил его в ЦСК ВМФ, где он был сразу привлечён в национальную сборную. В этом клубе Гарбузов провёл пять лет, затем уехал жить в Хорватию, где играл два года. Его также приглашали в волгоградский «Спартак», но он отказался, ссылаясь на то, что «переходить в такой уникальный коллектив довольно сложно». 
Выступал за команды ЦСК ВМФ (Москва, 1992–1997), Rijeka (Хорватия, 1997–1999), Marseille (Франция, 2001–2002), «Штурм-2002» (Московская область, 2002–2006, 2008–2012), «Динамо» (Москва (1999–2001, 2007–2008, 2012–2014). Чемпион России (1993, 2000, 2001, 2005, 2006, 2009).
Серебряный (1994, 2003, 2004, 2011) и бронзовый (1995–1997, 2010, 2012, 2014) призер чемпионатов России.
В составе сборной России в 1994 года. Завоевал две олимпийские медали — серебряную на Олимпиаде 2000 в Сиднее и бронзовую на Олимпиаде 2004 в Афинах. Также, он выиграл золотую медаль на Кубке мира по водному поло 2002. Является обладателем Европейских кубков. Бронзовый призер чемпионатов Мира, и кубка Мира. 
С 2014 года – главный тренер молодежной команды «Динамо-ЦСП Крылатское» (Москва).

## Увлечения
В свободное время любит выезжать на рыбалку с друзьями. После завершения спортивной карьеры увлекся парашютным спортом.